# Kasztíliai Konstancia lancasteri hercegné
Kasztíliai Konstancia (Constance de Castilla, Castrojeriz, Burgos, 1354. július – Leicester, 1394. március 24.) kasztíliai infánsnő, Genti János lancasteri herceg felesége. 

## Felmenői
Szülei, I. Péter kasztíliai király és María de Padilla, második gyermeke volt. A szülők állítólag soha nem házasodtak össze, ezért mind a négy közös gyermekük törvénytelennek számított. Apai nagyszülei: XI. Alfonz kasztíliai király és Burgundiai Mária portugál királyi hercegnő. Anyai nagyszülei: Juan García de Padilla, Villagera 1. lordja és María González de Henestrosa.

## Élete
Édesanyja 1361 júliusában, édesapja 1369. március 23-án meghalt. Mivel Beatrix zárdába vonult, Alfonz pedig gyermekként meghalt, ezért apjuk halála után Konstancia, vagyis a néhai király legidősebb élő gyermeke lett a kasztíliai trón első számú várományosa, habár sokan vitatták ezt a jogát. Egyrészt mert nőnek született, másrészt azért mert szülei házasságkötéséről nem maradt fenn hiteles írásos bizonyíték, így gyermekeik fattyúnak számítottak, akik törvényesen nem örökölhették volna a koronát.
1371. szeptember 21-én, az akkor körülbelül 17 esztendős hercegnő hozzáment III. Eduárd angol király harmadik fiához, a 31 éves, három éve özvegy, nyolcgyermekes Genti János lancasteri herceghez. János herceg Kasztília királyává nyilvánította magát, mint neje társuralkodója. Konstancia és János házassága 22 és fél évig, Konstancia haláláig tartott.

## Utódok
Két gyerekük született: Katalin és az alig egy éves korában elhunyt János. Katalint 1388. szeptember 17-én elvette III. Henrik kasztíliai király, így egyesült a rivális Burgundiai-ház és a Trastámara-ház.
Konstancia 1394. március 24-én, nem egészen 40 esztendősen halt meg, az angliai leicestershire-i Leicester kastélyban. A Newark  Apátságban helyezték őt végső nyugalomra. Ez ma főiskola, mely a newarke-i Szűz Mária nevet viseli. Özvegye, János még 1399. február 3-ig élt, 1396-ban állítólag újranősült.